# Serguéi Serguéyevich Litvínov
Serguei Litvinov (Rusia, 27 de enero de 1986) es un atleta ruso, especialista en la prueba de lanzamiento de martillo en la que llegó a ser medallista de bronce europeo en 2014.

## Carrera deportiva
En el Campeonato Europeo de Atletismo de 2014 ganó la medalla de bronce en el lanzamiento de martillo, llegando hasta los 79.35 metros, siendo superado por el húngaro Krisztián Pars (oro con 82.69 metros) y el polaco Paweł Fajdek (plata).